# Kuala Lumpur
Kuala Lumpur (malayo latino: Kuala Lumpur, malayo jawi: كوالا لومڤور; chino: 吉隆坡, pinyin: Jílóngpō, Yale cantonesa: Gātlùngbō; tamil: கோலாலம்பூர், tr.: Kōlālampūr) es la mayor ciudad de Malasia, la capital de la federación y la capital nacional legislativa. Es, asimismo, uno de los tres territorios federales del país y se encuentra físicamente enclavada dentro del estado de Selangor. Albergaba al poder ejecutivo y judicial malayo, los cuales desde finales de los años 1990 fueron transferidos a la recién construida capital administrativa Putrajaya, aunque, no obstante, algunas secciones del poder judicial se han mantenido en Kuala Lumpur. En la ciudad también se encuentra la residencia oficial del rey de Malasia, el Istana Negara.
Cuenta con una población de 2 075 600 habitantes distribuidos en una superficie de 243,65 km², y un área metropolitana de 7,2 millones de habitantes, e importancia, figura junto con El Cairo, Estambul, Karachi, Bagdad, Teherán, Alejandría, La Meca, Casablanca y Yakarta como una de las urbes más importantes del mundo islámico. En general, Kuala Lumpur es abreviada como KL en Malasia, y es mundialmente conocida por ser el lugar donde se encuentran las torres Petronas, actualmente los edificios gemelos más altos del mundo y anteriormente edificios más altos del mundo de manera absoluta.
El 7 de diciembre de 2014, Kuala Lumpur es considerada como una de las Nuevas siete ciudades maravillas del mundo.

## Historia
Kuala Lumpur fue fundada en 1857 en el lugar donde confluyen los ríos Gombak y Klang. En malayo, el nombre significa literalmente «confluencia fangosa». El asentamiento se inició cuando Raja Abdullah, miembro de la familia real de Selangor decidió abrir el valle del Klang a 87 mineros chinos para que explotaran las mina de estaño, quienes subieron por la margen del río Klang y exploraron el área de Ampang, una zona rodeada de jungla. A pesar de la muerte de 69 de ellos debido a las condiciones insalubres, logró establecerse una mina de estaño. Este hecho atrajo a mercaderes que intercambiaban con los mineros provisiones a cambio de estaño. Estos comerciantes también se establecieron en la confluencia de los ríos Klang y Gombak.
Conforme el poblado iba creciendo, los británicos asignaron un capitán con el fin de administrar el asentamiento. El primero fue Yap Ah Loy, quien hizo de Kuala Lumpur la ciudad más importante de Selangor. Durante los primeros años, la ciudad fue el centro de la guerra civil de Selangor, en donde tuvieron lugar dos conflictos: el primero de ellos, una lucha entre los príncipes de Selangor por los ingresos de las minas de estaño; y el otro, entre el capitán Yap y Chong Chong, quien codiciaba la capitanía. La ciudad de Kuala Lumpur fue destruida durante esta guerra y repoblada con mineros chinos gracias a que el capitán Yap promovió el asentamiento de agricultores malayos cerca de la ciudad para así mantener un constante suministro de comida.
La ciudad fue designada capital de Selangor en 1880 tras el éxito del capitán Yap quien estableció en Kuala Lumpur un sistema de justicia por el cual se mantuvo la ley y el orden. En 1881, un incendio destruyó la ciudad, tras lo cual el capitán Yap decidió reconstruirla usando ladrillos y tejas para reemplazar las viviendas de attap. Además inauguró la primera escuela de la ciudad, un albergue para gente sin hogar y autorizó los burdeles, los casinos y los bares. Frank Swettenham fue asignado Residente de Selangor y se le encargó hacer de Kuala Lumpur el centro administrativo de Selangor. Tras la muerte del capitán Yap la ciudad prosperó durante el gobierno de Frank Swettenham. En 1896, los Estados Federados Malayos se incorporaron bajo el gobierno de Swettenham, con Kuala Lumpur como la capital.

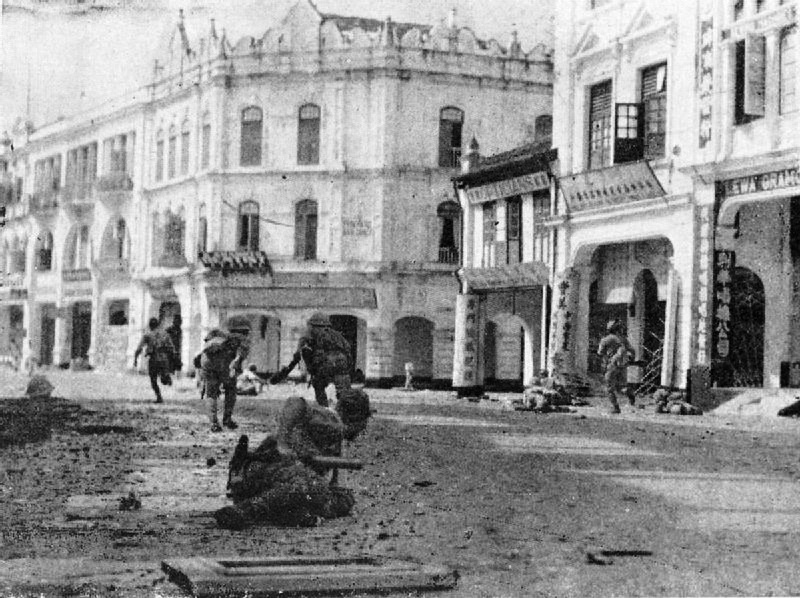
Una escena durante la Segunda Guerra Mundial en las calles de Kuala Lumpur, donde aparecen tropas japonesas controlando las calles

Durante la Segunda Guerra Mundial, el ejército japonés capturó Kuala Lumpur el 11 de enero de 1942 y ocupó la ciudad durante 44 meses, hasta el 15 de agosto de 1945, cuando el comandante en jefe de la Séptima Zona Japonesa en Singapur y Malaya Seishiro Itagaki, se entregó a la administración británica después de los bombardeos atómicos sobre Hiroshima y Nagasaki. Kuala Lumpur creció después de la guerra y en 1957, la Federación Malaya obtuvo su independencia del Imperio británico. Kuala Lumpur continuó siendo la capital después de la formación de Malasia el 16 de septiembre de 1963.
El 13 de mayo de 1969, tuvo lugar en la ciudad uno de los peores disturbios raciales de Malasia, cuando se amotinaron trabajadores malayos y chinos insatisfechos con la situación sociopolítica del momento, provocando disturbios que causaron la muerte a 196 personas y dieron lugar a una importante reforma en la política económica del país.
En 1972, Kuala Lumpur alcanzó la condición de ciudad, convirtiéndose en el primer asentamiento de Malasia en poseer esta condición después de la independencia. Más tarde, el 1 de febrero de 1974, Kuala Lumpur se convirtió en un Territorio Federal. En 1978 Kuala Lumpur dejó de ser la capital de Selangor después de que la ciudad de Shah Alam fuera declarada nueva capital del estado.
El 1 de febrero de 2001, Putrajaya fue declarada Territorio Federal, así como la sede del gobierno federal. Las funciones administrativa y judicial del gobierno se traspasaron de Kuala Lumpur a Putrajaya. Kuala Lumpur, sin embargo, aún conserva su función legislativa, y sigue siendo el lugar de residencia del Yang di-Pertuan Agong (rey de Malasia).

## Geografía

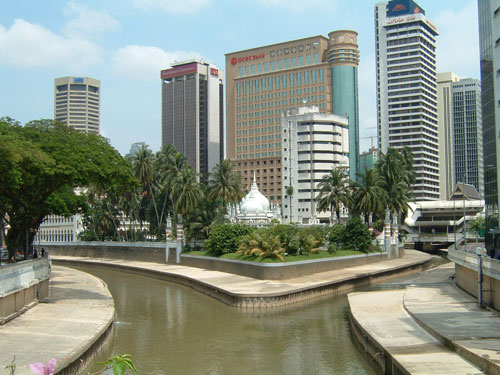
Confluencia de los ríos Klang y Gombak, donde se encuentra la mezquita Masjid Jamek

La ciudad de Kuala Lumpur se encuentra situada al sur de la península de Malaca, en el valle Klang, que se encuentra entre las montañas Titiwangsa al este, varias formaciones montañosas menores al norte y al sur, y el estrecho de Malaca al oeste. Dos ríos importantes atraviesan la ciudad: el Klang y el Gombak, que confluyen en ella.
Está localizada en el centro del sultanato de Selangor, del que desde 1974 está administrativamente separada constituyendo un territorio federal dependiente del Gobierno Federal Malayo.
El término municipal cubre un área de 243,65 km² y posee una elevación media de 21,95 m sobre el nivel del mar.

### Clima
Protegida al este por las montañas Titiwangsa y al oeste de la isla indonesia de Sumatra, Kuala Lumpur tiene durante todo el año un clima ecuatorial, que es cálido y nublado, con abundantes precipitaciones, especialmente durante el monzón. Las temperaturas tienden a permanecer constantes, con fluctuaciones entre temperaturas máximas de entre 32 °C y 34 °C y mínimas por encima de los 23 °C. En cuanto a las precipitaciones, la media anual está sobre los 2250 mm; junio y julio son meses relativamente secos, pero aun así las lluvias son superiores a 125 mm en esos meses.
Las inundaciones son un fenómeno frecuente en Kuala Lumpur, donde hay fuertes lluvias (monzón), especialmente en el centro de la ciudad y otras zonas de poca altitud. Las partículas de polvo, procedentes de los incendios forestales de la cercana Sumatra, son una de las principales fuentes de contaminación en la ciudad, junto a las emisiones de los vehículos de motor y los trabajos de construcción.
| Parámetros climáticos promedio de Kuala Lumpur | Parámetros climáticos promedio de Kuala Lumpur | Parámetros climáticos promedio de Kuala Lumpur | Parámetros climáticos promedio de Kuala Lumpur | Parámetros climáticos promedio de Kuala Lumpur | Parámetros climáticos promedio de Kuala Lumpur | Parámetros climáticos promedio de Kuala Lumpur | Parámetros climáticos promedio de Kuala Lumpur | Parámetros climáticos promedio de Kuala Lumpur | Parámetros climáticos promedio de Kuala Lumpur | Parámetros climáticos promedio de Kuala Lumpur | Parámetros climáticos promedio de Kuala Lumpur | Parámetros climáticos promedio de Kuala Lumpur | Parámetros climáticos promedio de Kuala Lumpur |
| Mes                                            | Ene.                                           | Feb.                                           | Mar.                                           | Abr.                                           | May.                                           | Jun.                                           | Jul.                                           | Ago.                                           | Sep.                                           | Oct.                                           | Nov.                                           | Dic.                                           | Anual                                          |
| ---------------------------------------------- | ---------------------------------------------- | ---------------------------------------------- | ---------------------------------------------- | ---------------------------------------------- | ---------------------------------------------- | ---------------------------------------------- | ---------------------------------------------- | ---------------------------------------------- | ---------------------------------------------- | ---------------------------------------------- | ---------------------------------------------- | ---------------------------------------------- | ---------------------------------------------- |
| Temp. máx. abs. (°C)                           | 38.0                                           | 36.2                                           | 36.7                                           | 37.2                                           | 38.5                                           | 36.6                                           | 36.3                                           | 38.0                                           | 35.8                                           | 37.0                                           | 36.0                                           | 35.5                                           | 38.5                                           |
| Temp. máx. media (°C)                          | 32.0                                           | 32.8                                           | 33.1                                           | 33.1                                           | 33.0                                           | 32.8                                           | 32.8                                           | 32.3                                           | 32.1                                           | 32.0                                           | 31.7                                           | 31.5                                           | 32.4                                           |
| Temp. media (°C)                               | 27.7                                           | 28.2                                           | 28.6                                           | 28.7                                           | 28.8                                           | 28.6                                           | 28.1                                           | 28.1                                           | 28.0                                           | 28.0                                           | 27.8                                           | 27.6                                           | 28.2                                           |
| Temp. mín. media (°C)                          | 23.4                                           | 23.6                                           | 24.0                                           | 24.3                                           | 24.6                                           | 24.3                                           | 23.8                                           | 23.9                                           | 23.8                                           | 24.0                                           | 23.8                                           | 23.6                                           | 23.9                                           |
| Temp. mín. abs. (°C)                           | 17.8                                           | 18.0                                           | 18.9                                           | 20.6                                           | 20.5                                           | 19.1                                           | 20.1                                           | 20.0                                           | 21.0                                           | 20.0                                           | 20.7                                           | 19.0                                           | 17.8                                           |
| Precipitación total (mm)                       | 193                                            | 198                                            | 257                                            | 290                                            | 197                                            | 131                                            | 148                                            | 162                                            | 214                                            | 265                                            | 321                                            | 252                                            | 2628                                           |
| Días de lluvias (≥ 1 mm)                       | 17                                             | 17                                             | 19                                             | 20                                             | 18                                             | 14                                             | 16                                             | 16                                             | 19                                             | 21                                             | 24                                             | 22                                             | 223                                            |
| Horas de sol                                   | 186.0                                          | 194.9                                          | 207.7                                          | 198.0                                          | 207.7                                          | 195.0                                          | 201.5                                          | 189.1                                          | 165.0                                          | 170.5                                          | 153.0                                          | 161.2                                          | 2229.6                                         |
| Humedad relativa (%)                           | 80                                             | 80                                             | 80                                             | 82                                             | 81                                             | 80                                             | 79                                             | 79                                             | 81                                             | 82                                             | 84                                             | 83                                             | 80.9                                           |
| Fuente n.º 1: Pogodaiklimat.ru                 |                                                |                                                |                                                |                                                |                                                |                                                |                                                |                                                |                                                |                                                |                                                |                                                |                                                |
| Fuente n.º 2: HKO (sunshine hours)             |                                                |                                                |                                                |                                                |                                                |                                                |                                                |                                                |                                                |                                                |                                                |                                                |                                                |

## Demografía

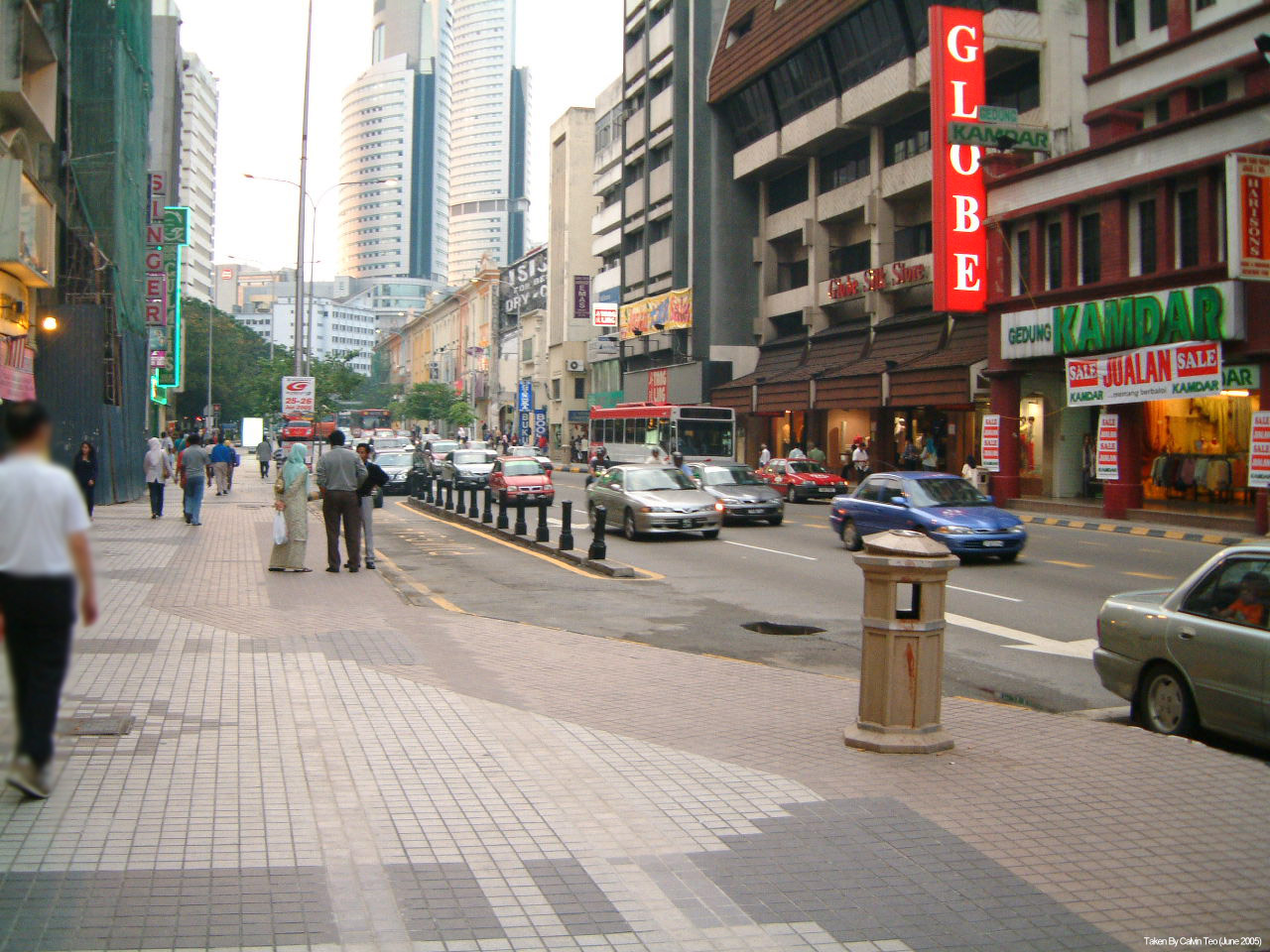
Imagen de la calle Jln Tuanku Abbul Rahman

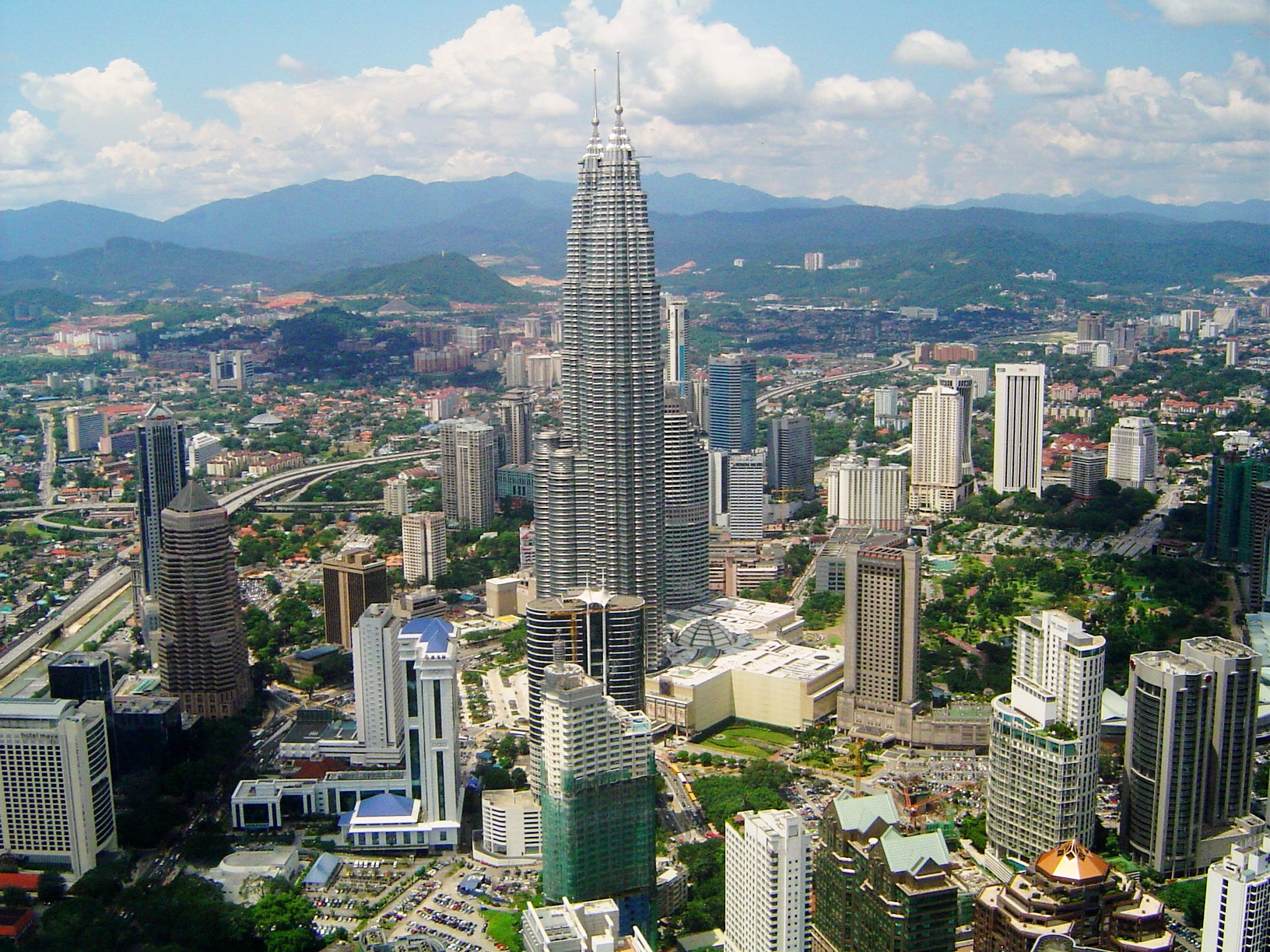
Kuala Lumpur es la ciudad y área metropolitana más poblada de Malasia

El idioma malayo, conocido localmente como bahasa Melayu, es la lengua nacional y el idioma principal en Kuala Lumpur (también para los miembros del Parlamento y la escena política de Malasia). Otras lenguas muy comunes en la ciudad son el chino mandarín, el cantonés y el tamil. El inglés tiene una fuerte presencia, especialmente en el mundo de los negocios y es, además, lengua obligatoria en las escuelas.
Kuala Lumpur tiene una mezcla de diferentes culturas que incluyen malayos, chinos, indios, euroasiáticos, kadazanes, ibanes y otras razas indígenas de Malasia oriental y la península malaya. El rápido desarrollo de Kuala Lumpur favoreció la llegada masiva de trabajadores inmigrantes procedentes de Indonesia, Nepal, Birmania, Tailandia, Bangladés, Vietnam o China.
A finales del siglo XVIII, cuando Europa estaba inmersa en la Revolución industrial, importantes grupos de chinos procedentes de Fujian y Cantón llegaron a Malasia para trabajar en la industria de las minas de estaño. Estos hablan diferentes dialectos, pero la mayoría de ellos son de ascendencia cantonesa, seguidos por los hoklos y los hakkas.
Los indios formaban el 10% de la población de Kuala Lumpur en el año 2000. La mayoría practicaba el hinduismo, hablaba el tamil y otras lenguas del Indostán tales como el hindi, el panyabí, el malayalam, el telugú y el pastún. Históricamente, la mayoría de los indios fueron traídos durante la colonización británica de Malasia. Sus festivales populares son el Thaipusam, Diwali y Pongal.
El islam es la religión más practicada por los malayos y por las comunidades musulmanas de indios. Otras religiones muy extendidas en la capital malaya son el hinduismo (especialmente entre los indios), el budismo, el confucianismo, el taoísmo (principalmente entre la población china) y el cristianismo. La ciudad cuenta con templos para los diversos cultos practicados.

### Estadísticas de población
La población total estimada de Kuala Lumpur en 2006 era de 1,58 millones de habitantes. Tiene una densidad de población de 6502 habitantes por kilómetro cuadrado y es el distrito administrativo más densamente poblado de Malasia. Con un área metropolitana estimada en 6,9 millones de habitantes en 2007, puede ser considerada la ciudad principal del país. La continua caída del índice de natalidad de Kuala Lumpur ha provocado, por tanto, el descenso de la proporción de jóvenes menores de 15 años de edad, que ha pasado de representar el 33 % en 1980 al 27 % en 2000.
Por otra parte, la edad laboral del grupo comprendido entre los 15 y los 59 años se ha incrementado: era un 63 % en 1980 y un 67 % en 2000. El grupo más anciano, conformado por individuos de 60 años en adelante, se ha incrementado a un 6 % en 2000, cuando en 1980 representaban el 4 %.
Basado en el censo del Departamento de Estadística, el porcentaje de la población bumiputra era del 38 % en 2000, el 43 % eran chinos y el 10 % indios. Un fenómeno que ha experimentado un notable impulso es la presencia de residentes extranjeros en la ciudad y que hoy constituyen el 9 % de la población total de Kuala Lumpur.
El crimen en Kuala Lumpur ha sido una de las preocupaciones de la población local en los últimos años. Los delitos que más se han incrementado son el robo, la drogadicción, el juego y la corrupción. Estos problemas están, generalmente, asociados al creciente número de inmigrantes de Indonesia y Birmania. Algunos de ellos llegan a la capital malaya con promesas de buenos salarios.

## Gobierno

### Local

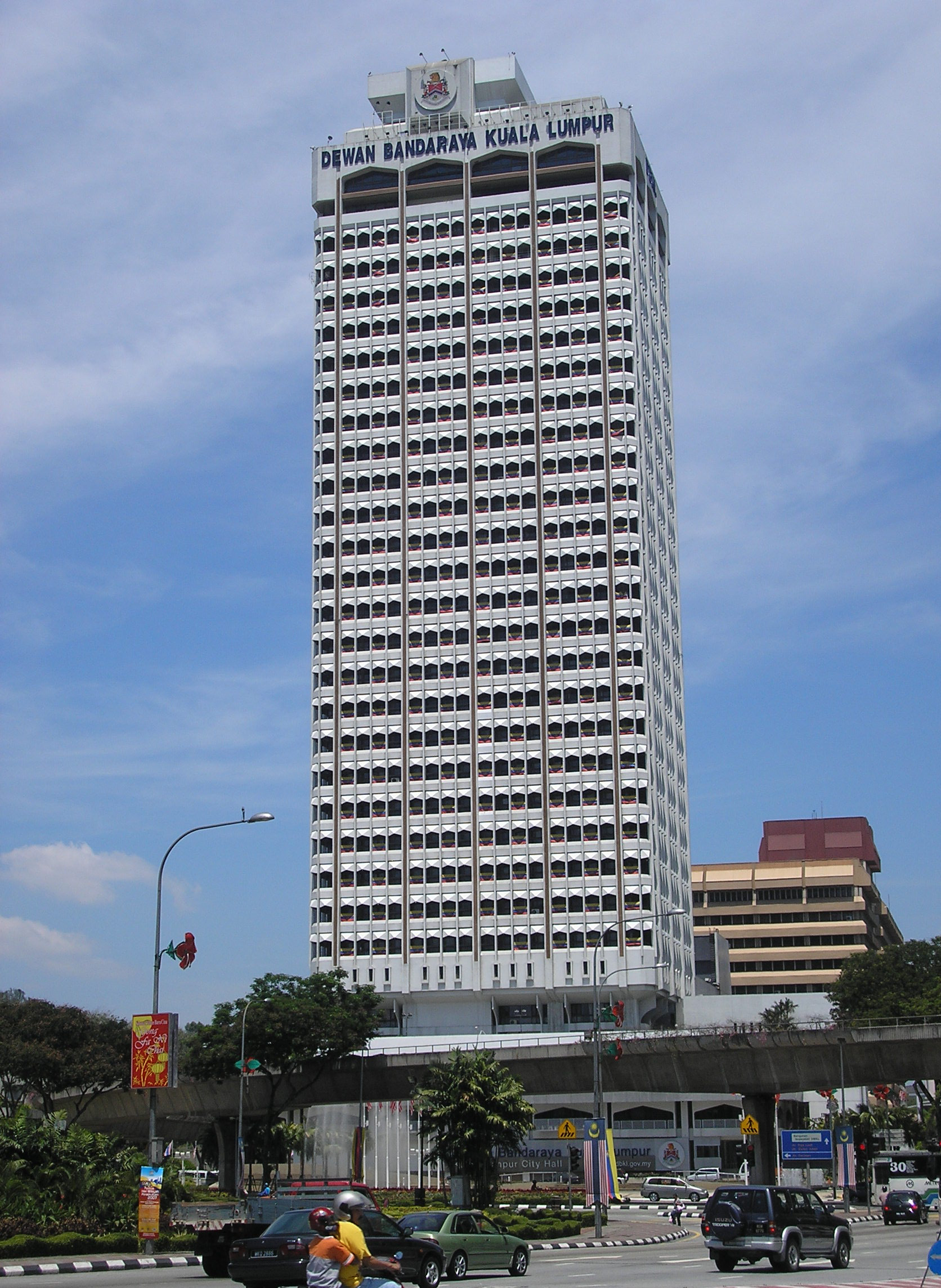
Ayuntamiento de Kuala Lumpur

La administración local la lleva a cabo el Kuala Lumpur City Hall (Ayuntamiento de Kuala Lumpur), un organismo dependiente del Ministerio de los Territorios Federales de Malasia. Es el responsable de la salud pública y el saneamiento, la eliminación de residuos y la gestión, planificación urbana, protección del medio ambiente, control de edificios, desarrollo social y económico general, y de las funciones de mantenimiento de la infraestructura urbana. El poder ejecutivo recae en el alcalde, que es elegido cada tres años por los Ministerios Territoriales Federales. Este sistema de nombrar el alcalde ha estado en vigor desde que el gobierno local suspendió las elecciones en 1970.
Desde que Kuala Lumpur se convirtió en un Territorio Federal de Malasia el 1 de febrero de 1974, la ciudad ha sido dirigida por ocho alcaldes. El actual alcalde de Kuala Lumpur es Datuk Abdul Hakim Borhan. Fue elegido en 2006 y se encuentra en su primer mandato.

### Política
Kuala Lumpur es la sede del Parlamento de Malasia, compuesto por una Cámara Baja de Representantes (Dewan Rakyat) y una Cámara Alta del Senado (Dewan Negara). La ciudad está representada en la Cámara Baja de Representantes por once miembros del Parlamento (diputados), que son elegidos para mandatos de cinco años.
Tradicionalmente, las tendencias políticas en Kuala Lumpur han estado dominadas por el Barisan Nasional (BN), con siete representantes de BN y los otros cuatro desde el Partido Acción Democrática (DAP) antes de las elecciones generales de 2008. Después de las elecciones de 2008 el BN se quedó con sólo un representante, el ministro de los Territorios Federales, Zulhasnan Rafique. El DAP se hizo con el control de cinco escaños, el Parti Keadilan Rakyat (Partido de la Justicia del Pueblo) cuatro escaños, y el PAS uno solo.

## Economía
En conjunto, Kuala Lumpur y las regiones urbanas circundantes forman la zona más industrializada y de crecimiento económico más acelerado de Malasia. A pesar de la relocalización de la administración del gobierno federal en Putrajaya, ciertas instancias administrativas importantes del gobierno como el Bank Negara Malaysia (Banco Central de Malasia) y la mayor parte de las embajadas y misiones diplomáticas han permanecido en la ciudad.

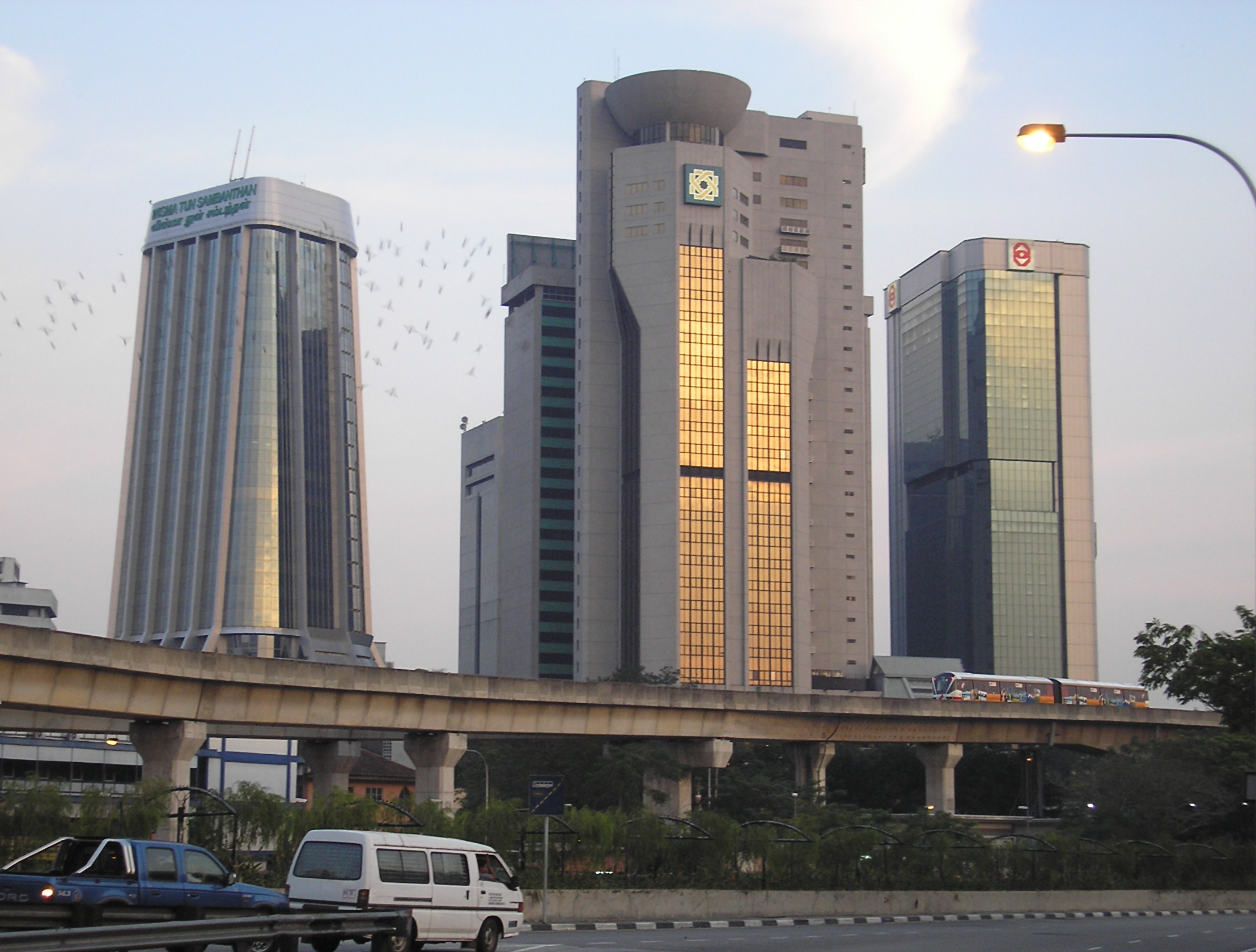
Rascacielos a lo largo de Jalan Sultan Sulaiman, en el centro de Kuala Lumpur. A la derecha, el edificio del Banco Financiero Público.

Asimismo, Kuala Lumpur continúa siendo el centro económico y comercial del país. De hecho, es un centro financiero de aseguradoras y de medios de comunicación malayos. El desarrollo de la infraestructura en las áreas colindantes, por ejemplo, el Aeropuerto Internacional de Kuala Lumpur en Sepang, la creación del Multimedia Super Corridor y la expansión de Port Klang refuerzan la importancia económica de la ciudad.
El producto interno bruto (PIB) de Kuala Lumpur se estimaba en 25.968 millones de ringgits (la moneda oficial de Malasia) en 2000 con una tasa de crecimiento anual promedio de 6,1 %. La tasa de empleo en Kuala Lumpur se estima en alrededor de 838 400. El sector servicios que comprende las finanzas, el comercio, la hotelería, el transporte, el almacenamiento, las comunicaciones, los servicios personales y los servicios gubernamentales, entre otros, representan alrededor del 83% del total del componente de los empleos. El 17 % restante viene de la manufactura y la construcción.
El gran sector servicios se evidencia con el gran número de bancos locales y extranjeros que operan en la ciudad, además de las compañías de seguros. Kuala Lumpur está a punto de convertirse en el centro mundial de Financiación Islámica, con un número cada vez mayor de entidades financieras que proporcionan financiación islámica y la fuerte presencia de instituciones financieras del Golfo como los bancos islámicos más grandes del mundo, el Al-Rajhi Bank y el Kuwait Finance House. Aparte de esto, el índice Dow Jones & Company está dispuesto a trabajar con la Bursa Malasia (la bolsa de Malasia) para establecer Fondos de Comercio y de Intercambio Islámico (ETF), lo que ayudaría a elevar el perfil de Malasia en el Golfo.

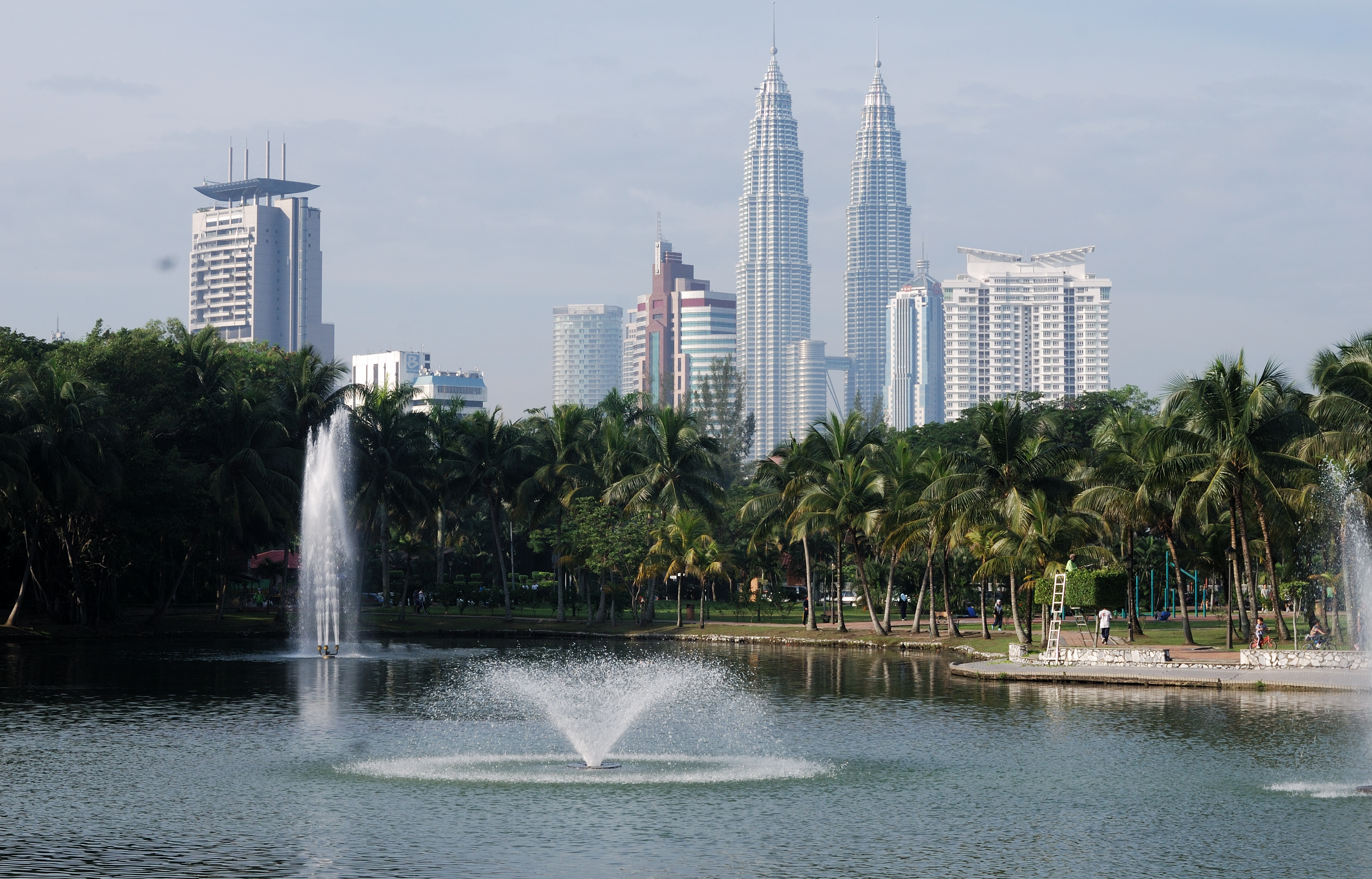
Centro financiero y las Torres Petronas, desde el parque del lago Titiwangsa

La ciudad tiene un gran número de empresas extranjeras y también es sede de muchas oficinas regionales o centros de apoyo de empresas multinacionales, en particular para las finanzas, la contabilidad y las funciones tecnológicas de información. La mayoría de las empresas más grandes de los países tienen su sede aquí y en diciembre de 2007, excluyendo a Petronas, había catorce empresas que figuraban en Forbes con sede en Kuala Lumpur.
Otras actividades económicas importantes de la ciudad son la educación y los servicios de salud. Kuala Lumpur también tiene ventajas derivadas de la elevada concentración de las instituciones educativas ubicadas dentro de sus fronteras, que ofrecen una amplia gama de cursos. Estos incluyen a las instituciones públicas de la Universidad de Malaya, la Universidad Teknologi Malasia, la Universidad Internacional de Medicina y la Facultad de Medicina de la Universidad Kebangsaan Malasia. 
También hay un gran número de colegios privados, incluida la Universidad Tun Abdul Razak y Tunku Abdul Rahman College, en Kuala Lumpur y alrededor de ella, que ofrecen una amplia gama de cursos que atraen a estudiantes de toda Malasia, así como de otros países. Existen numerosos centros médicos públicos y privados especializados, así como hospitales en la ciudad que ofrecen los servicios generales de salud y una amplia gama de especialistas en cirugía y el tratamiento de restauración a la población local y turistas.
Ha habido un creciente interés por ampliar el alcance económico de la ciudad en otras actividades de servicios, tales como la investigación y el desarrollo, que apoya el resto de la economía de Malasia. Kuala Lumpur ha sido la sede durante años de importantes centros de investigación como el Instituto de Investigación del Caucho de Malasia, el Instituto de Investigación Forestal de Malasia y el Instituto de Investigación Médica. Se espera abrir más centros de investigación durante los próximos años.

### Turismo

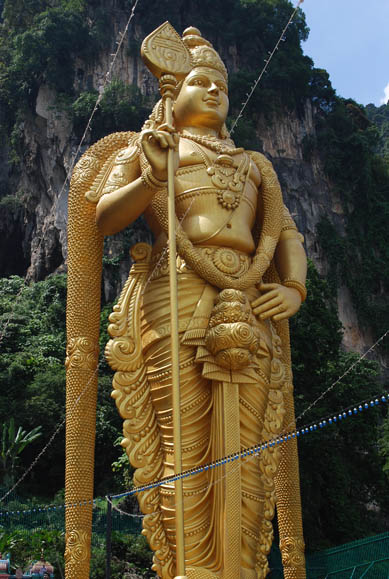
Estatua de Karttikeya, deidad hindú, en la entrada de las Cuevas Batu, una de las atracciones turísticas de la ciudad

El sector del turismo también juega un papel importante en la economía de la ciudad, al proveer de ingresos, empleo y mayores oportunidades de negocio. Como resultado de todo esto, muchas grandes cadenas hoteleras mundiales están presentes en la ciudad. Kuala Lumpur, además, se ha transformado en un destino internacional para ir de compras, con una gran variedad de centros comerciales que alojan marcas tanto locales como internacionales. El turismo conferencista también se ha expandido en años recientes y se está convirtiendo en un importante sector económico.
Algunos puntos de interés en la ciudad incluyen el Parlamento de Malasia, la Torre Kuala Lumpur, el Putra World Trade Centre (PWTC), Dataran Merdeka, Tugu Negara, Istana Negara, Istana Budaya, mezquitas como la Masjid Jamek, Masjid Negara y la Mezquita del Territorio Federal, el Museo Nacional (Malasia) y otras atracciones turísticas como el Acuario KLCC, las Cuevas Batu, el Makam Pahlawan, el Pusat Sains Negara, el Zoo Negara, y eventos como los festivales culturales chinos en el Templo Thean Hou y la procesión del Thaipusam en el Templo Sri Mahamariamman. El Triángulo Dorado, el núcleo comercial de la ciudad, contiene las Torres Petronas y posee una distintiva vida nocturna. Los clubes nocturnos, bares y salones de moda, como el Hard Rock Cafe, Zouk, Thai Club, Beach Club (votado el mejor bar de Asia), Luna Bar, Rum Jungle, Nuovo, Espanda y muchos otros se localizan en y alrededor de Jalan P. Ramlee, Jalan Sultan Ismail y Jalan Ampang.
Para acomodar al flujo de turistas cada año han surgido en muchos sitios hoteles, desde cinco estrellas hasta los de menor presupuesto. Mientras que hay muchos hoteles cerca de los distritos comerciales y de entretenimiento de Kuala Lumpur, algunos han decidido apartarse del ajetreo.

## Paisaje urbano

### Arquitectura
La arquitectura de Kuala Lumpur es una mezcla de influencias coloniales, de tradiciones asiáticas, de inspiraciones islámico-malayas, de arte moderno y una mezcla de arquitectura postmoderna. A diferencia de otras capitales del sudeste asiático, tales como Bangkok, Yakarta o Manila, Kuala Lumpur es una ciudad relativamente joven y la mayoría de los edificios coloniales fueron construidos a finales del siglo XIX y principios del XX. Estos edificios son de estilo mogol, tudor, neogótico o grecolatino. La mayoría de los estilos han sido modificados para utilizar los recursos locales y aclimatarse a las condiciones climáticas locales, que son calurosas y húmedas durante todo el año.

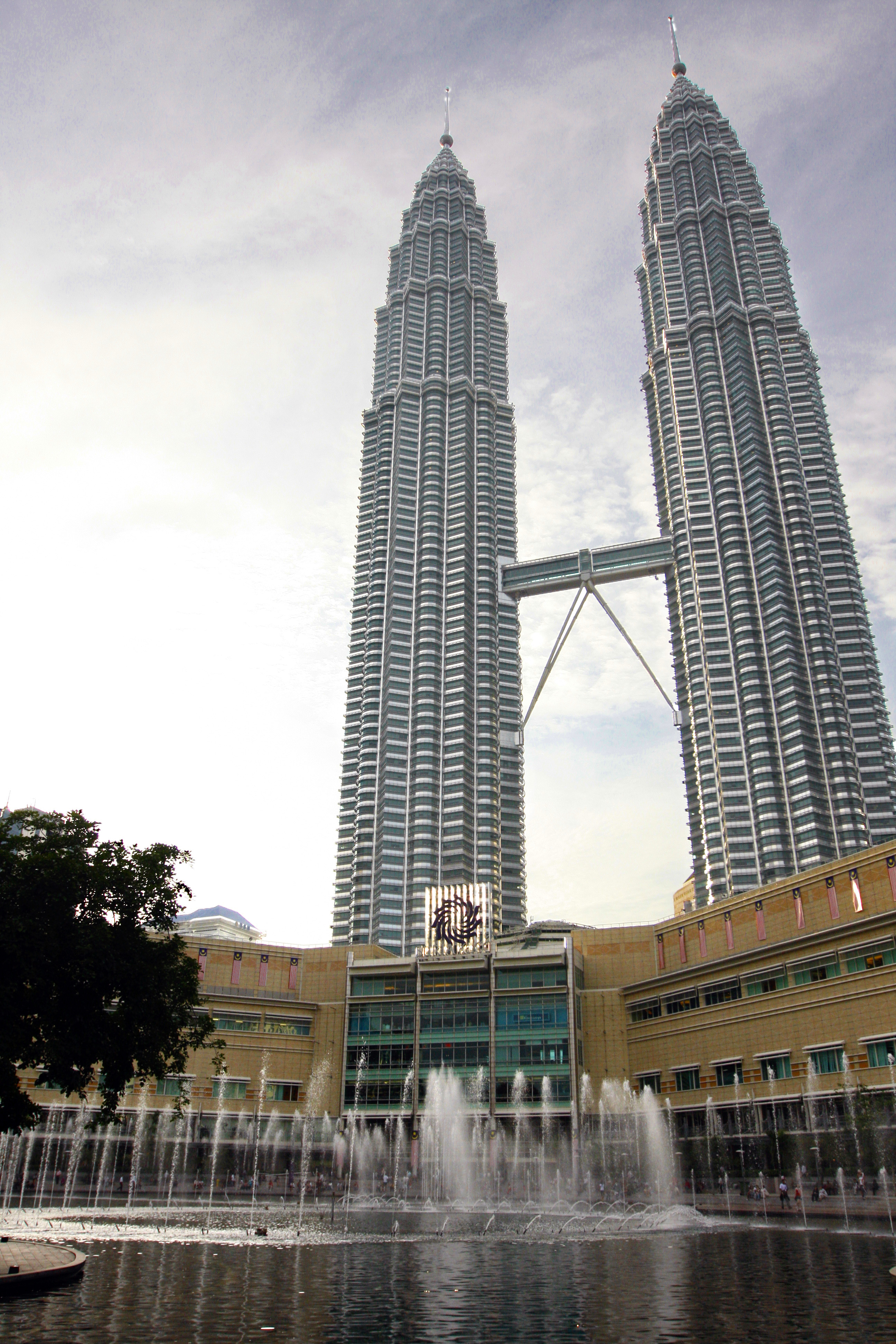
Las Torres Petronas, símbolo actual de la modernidad de la ciudad

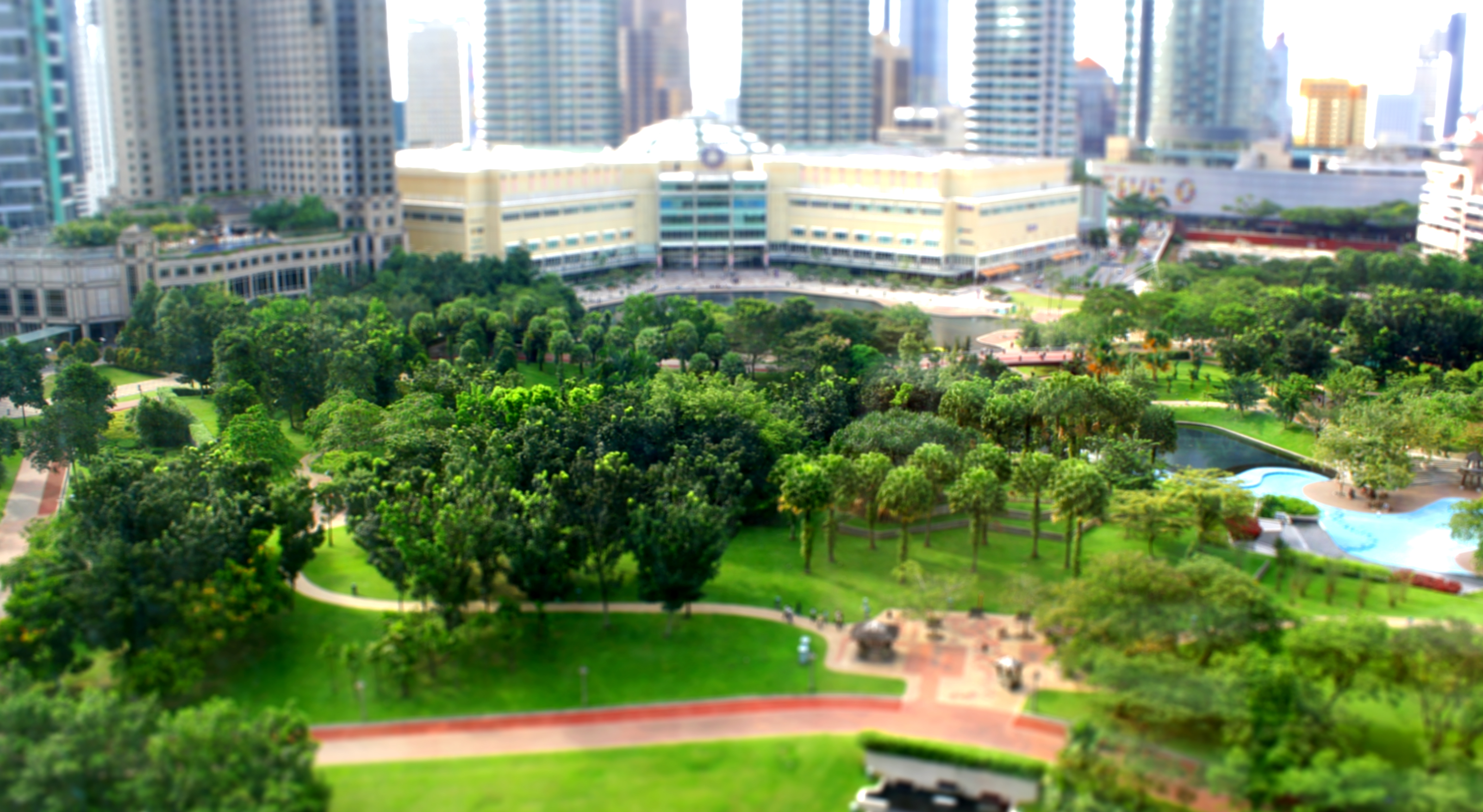
Parque del Centro de Kuala Lumpur

Antes de la Segunda Guerra Mundial, muchas casas-taller, generalmente de dos pisos con tiendas funcionales en la planta baja y espacios residenciales separados arriba, fueron construidas en todo el casco antiguo de la ciudad. Estas casas-taller se inspiraron en las tradiciones europeas y peranakanas (nombre por el que se conoce a los descendientes de inmigrantes chinos en la región malaya de Nusantara). Algunos de estas casas-taller han desaparecido y han dejado paso a nuevas formas de construcción, pero todavía quedan muchas en pie hoy en día alrededor de Medan Pasar (antigua plaza del Mercado), Chinatown, Jalan Tuanku Abdul Rahman, Jalan Doraisamy, Bukit Bintang y Tengkat Tong Shin.
La independencia, junto con el rápido crecimiento económico de la década de 1970 a la década de 1990 y con el islam como la religión oficial en el país, se ha traducido en la construcción de edificios con una influencia eminentemente islámica alrededor de la ciudad. Muchos de estos edificios reflejan en su diseño temas tradicionales malayos tales como la songkok (una especie de gorra) y la kris. Algunos de estos edificios islámicos han integrado motivos geométricos en los diseños del edificio, por la restricción islámica en la imitación de la naturaleza a través de dibujos. Ejemplos de estos edificios son Menara Telekom, Menara Maybank, Dayabumi Complex y el Centro Islámico.
Algunos edificios como el Museo de Arte Islámico de Malasia y el Planetario Nacional se han construido como un lugar de culto, con cúpula y minarete, cuando en realidad son lugares para la ciencia y el conocimiento. Las famosas Torres Petronas, de 452 metros de altura, fueron diseñadas para parecerse a los motivos encontrados en el arte islámico.
La arquitectura moderna y postmoderna comenzó a aparecer a finales de la década de 1990 y principios de la 2000. Aparecieron los edificios de grandes cristaleras, con el ejemplo más destacado en las Torres Petronas y el Centro de Convenciones.
El distrito central de Kuala Lumpur actual se ha desplazado en torno al centro de la ciudad (KLCC), donde llenan el horizonte muchos de los nuevos y altos edificios modernos de arquitectura postmoderna.

### Parques
Los jardines del lago Perdana, de 92 hectáreas de extensión y localizados cerca del edificio del Parlamento de Malasia, fueron en su día el hogar de un funcionario colonial británico. El parque incluye el Parque de la Mariposa, el Parque del Ciervo, el Jardín de la Orquídea, el Jardín del Hibisco y el Parque de Aves de Kuala Lumpur, el mayor aviario del sudeste de Asia. Otros parques en la ciudad incluyen al Jardín de Esculturas de ASEAN, el Parque del Centro de Kuala Lumpur, los Jardines del lago Titiwangsa, los Jardines del lago Metropolitano en Kepong, el Instituto de Investigación Forestal de Malasia, Taman Tasik Permaisuri (los Jardines del lago de la Reina), los Jardines Botánicos de Bukit Kiara, el Parque Ecuestre, el Parque de West Valley y el Parque Internacional de Bukit Jalil.
Existen tres reservas forestales dentro de la ciudad, que son la Reserva Forestal de Bukit Nanas en el centro de la ciudad, la reserva forestal más antigua de la que se tiene registro en el país con 10,52 hectáreas; la Reserva Forestal de Bukit Sungai Putih con 7,41 hectáreas y la Reserva Forestal de Bukit Sungai Besi con 42,11 hectáreas. Bukit Nanas en el corazón de la ciudad, es uno de los bosques vírgenes más antiguos del mundo en el interior de una ciudad. Estas áreas forestales residuales son el hogar de algunas especies animales, particularmente monos, musarañas arbóreas, ardillas y aves.

## Cultura

### Artes

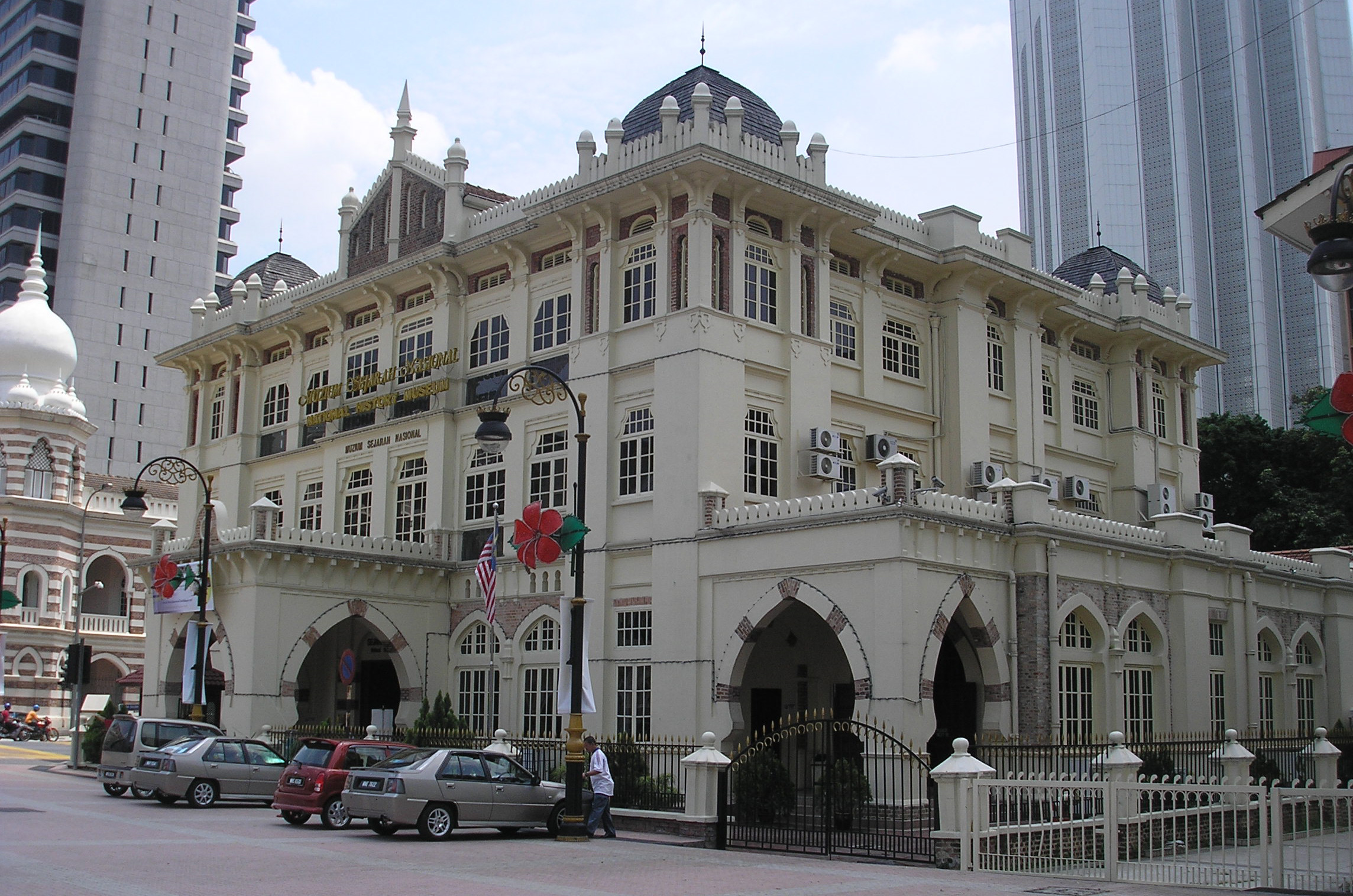
El Museo de Historia Nacional (Muzium Sejarah Nasional)

Kuala Lumpur es el centro de actividades y eventos culturales de Malasia. Entre los lugares culturales más importantes se encuentra el Museo Nacional que se sitúa sobre la autopista Mahameru. Su colección incluye esculturas y pinturas traídas de todo el país.
Kuala Lumpur también cuenta con el Museo de Artes Islámicas que acoge más de 7000 objetos relacionados con el islam e incluye exhibiciones de China y una biblioteca de libros de arte islámico. Este museo presenta algunas cúpulas llamativamente decoradas y grandes espacios abiertos para exhibición. Se localiza en Jalan Lembah Perdana junto a la Mezquita Nacional.
El principal recinto de artes interpretativas es el Salón Filarmónico Petronas. La orquesta residente es la Orquesta Filarmónica Malaya, formada por músicos de todo el mundo y que regularmente da conciertos conciertos de cámara y presentaciones culturas tradicionales.
La Galería de Arte Nacional de Malasia se localiza en Jalan Temerloh, contiguo al Teatro Nacional (Istana Budaya) y a la Biblioteca Nacional; sirve como centro de excelencia del legado artístico nacional y ocupa un recinto de 5,67 hectáreas (14 acres). La galería incorpora elementos de la arquitectura malaya tradicional, así como arquitectura contemporánea.

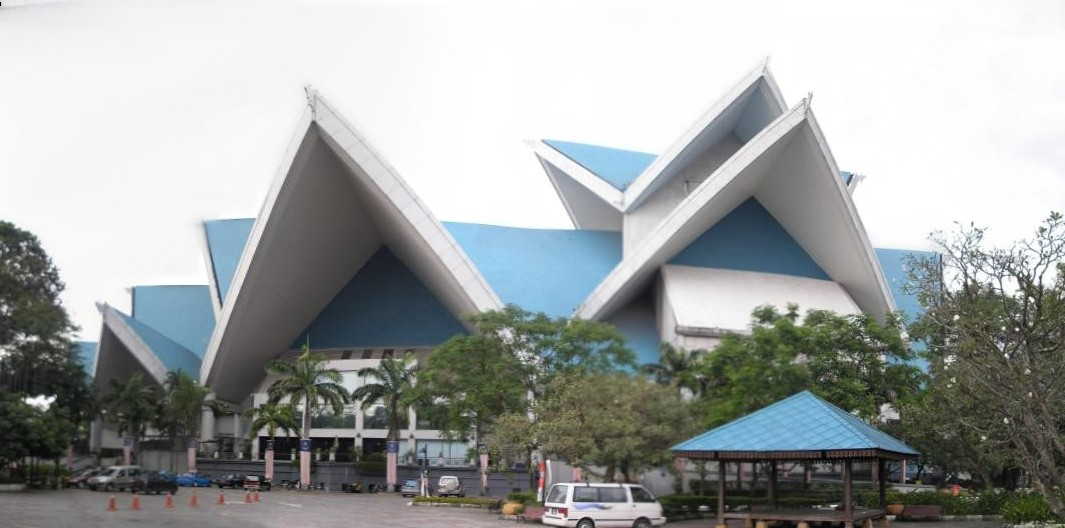
Teatro Nacional (Istana Budaya).

La Galería de Arte Petronas, otro centro de bellas artes, se sitúa en el Centro de la ciudad de Kuala Lumpur. La Galería Tangsi cerca de Dataran Merdeka alberga exposiciones de obras de artistas locales y extranjeros.
El Centro de Artes Interpretativas de Kuala Lumpur, situado en Sentul West, es uno de los centros más importantes del país para las artes interpretativas, de las que sobresalen el teatro, la música y el cine. Ha acogido muchas producciones locales y ha sido benefactor de artistas independientes locales y regionales. Uno de los puntos sobresalientes en 2006 fue el festival musical KL Sing Song 2006 que presentó a escritores y cantantes malayos con diferentes orígenes, tanto de Malasia oriental como occidental, a lo largo de dos días de interpretaciones.
Kuala Lumpur celebra el Festival Gourmet Internacional de Malasia cada año. Otro evento que se celebra anualmente en la ciudad es la Semana de la Moda de Kuala Lumpur, que presenta marcas internacionales junto con diseñadores locales.
| Predecesor: Sharjah | Capital Mundial del Libro 2020 | Sucesor: Tiflis |

### Deporte y recreación
El Estadio Nacional Bukit Jalil es el mayor estadio de la ciudad y el sexto estadio más grande de Asia, con una capacidad de 87.411 espectadores. Kuala Lumpur fue la sede de los Juegos de la Mancomunidad de 1998 y uno de los lugares de celebración de la Copa Asiática 2007.
La capital de Malasia fue la sede del Gran Premio de Malasia de Fórmula 1 organizado en el Circuito Internacional de Sepang (1999-2017), así como del Campeonato Mundial de Motociclismo, y otros eventos de deporte motor.
Kuala Lumpur cuenta con numerosos campos de golf. Entre los más famosos destacan el Kuala Lumpur Golf and Country Club (KLGCC) y el Real Club de Golf de Selangor.

### Medios de comunicación

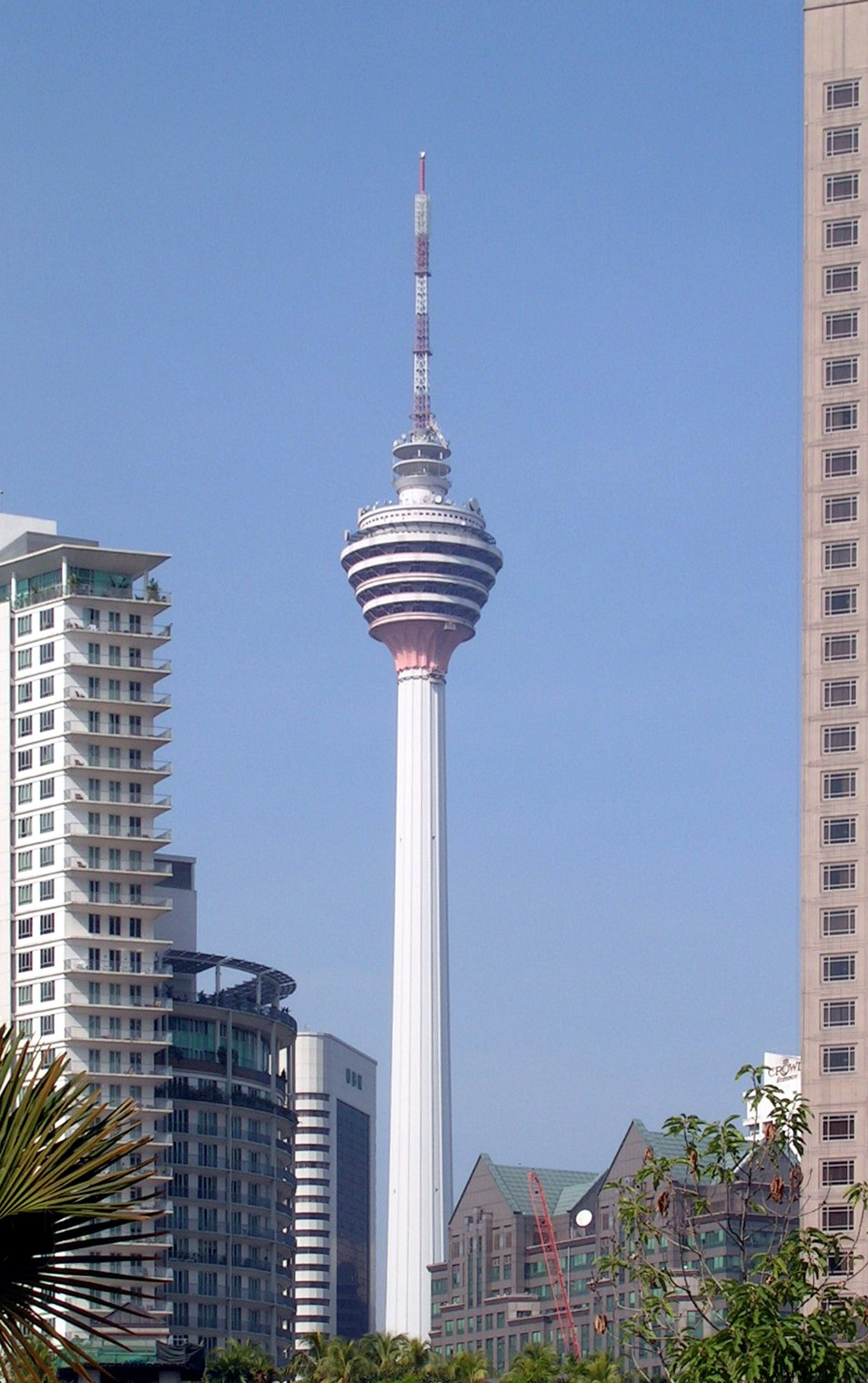
Torre de televisión de Kuala Lumpur

Existen varios periódicos, incluyendo diarios, publicaciones de negocios y un periódico digital, con sede en Kuala Lumpur. Entre los diarios están el Utusan Malaysia, Berita Harian, Harian Metro, The Star, New Straits Times, The Sun, The Malay Mail y Kosmo!, así como publicaciones en otros idiomas distintos al inglés. Kuala Lumpur también es la sede de la estación transmisora estatal RTM y de la estación comercial TV3. Los programas son transmitidos en malayo, inglés, chino y tamil.
La ciudad también es sede del principal servicio de televisión de pago del país, Astro, un servicio de televisión por satélite, que transmite canales de televisión locales e internacionales como CNN, BBC World, STAR World y HBO. El canal Al Jazeera English, lanzado por la cadena árabe de noticias Al Jazeera, tiene uno de sus centros de transmisión en la ciudad. Phoenix Television, una transmisora televisiva con sede en Hong Kong, también ha anunciado planes para expandir sus actividades internacionales en conjunto con el proveedor local de televisión por satélite, Astro. En marzo de 2008 se lanzó en Kuala Lumpur Time Out, la revista internacional de eventos y espectáculos (la ciudad número 24.° en todo el mundo).
Kuala Lumpur ha figurado en todos los aspectos populares de la cultura tales como películas, televisión, música y libros. Entre las películas que se han desarrollado en Kuala Lumpur están Entrapment, protagonizada por Sean Connery y Catherine Zeta-Jones, y Children of Men —con la actuación de Clive Owen— donde las Torres Petronas aparecen en llamas por unos segundos. Algunos libros que han sido ambientados en Kuala Lumpur son KL 24/7 de Ida M. Rahim, Shireen Zainudin y Rizal Zainudin y Democracia de Joan Didion. Kuala Lumpur es también mencionada en muchas canciones de artistas locales, entre ellas Keroncong Kuala Lumpur de P. Ramlee, Kuala Lumpur, Ibu Kota de Saloma, Chow Kit Road de Sudirman Arshad, Senyumlah Kuala Lumpur de Alleycats, Streets of Kuala Lumpur de Murkyway, K.L. de Vandal, Kuala Lumpur de Poetic Ammo, Anak Dara de Azmyl Yunor y KL de Too Phat. Algunos juegos también basados en Kuala Lumpur son: con tres niveles del juego Hitman 2: Silent Assassin y con dos niveles Burnout Dominator.

## Transportes
A diferencia de otras ciudades asiáticas, el automóvil es el principal medio de transporte en Kuala Lumpur, por lo que se ha privilegiado la conexión de sus sectores mediante autopistas. En cuanto capital nacional, se encuentra unida al resto de la península por medio de una extensa red de carreteras. En esta ciudad, se ha construido un túnel «Túnel SMART» a unos 30 metros de profundidad, para autopista, con doble sentido a diferentes niveles y con un segundo uso de conducción de aguas pluviales, para evitar las posibles inundaciones. Lo curioso de este túnel es que pueden dedicarlo en su totalidad, incluyendo los niveles dedicados al tráfico rodado, y previo cierre de este tráfico, a la conducción de pluviales que son bastantes comunes en esta ciudad por el desbordamiento de ambos ríos.
En términos de enlaces aéreos la ciudad cuenta con el aeropuerto Internacional de Kuala Lumpur, que es el principal centro de transbordo de Malasia, con vuelos a los cinco continentes, localizado a unos 50 kilómetros al sur del centro financiero. El aeropuerto de Subang, de menor tamaño, fue la principal puerta de entrada al país hasta la inauguración del nuevo aeropuerto en 1998. Se usa para vuelos, muchos chárter, nacionales y regionales.

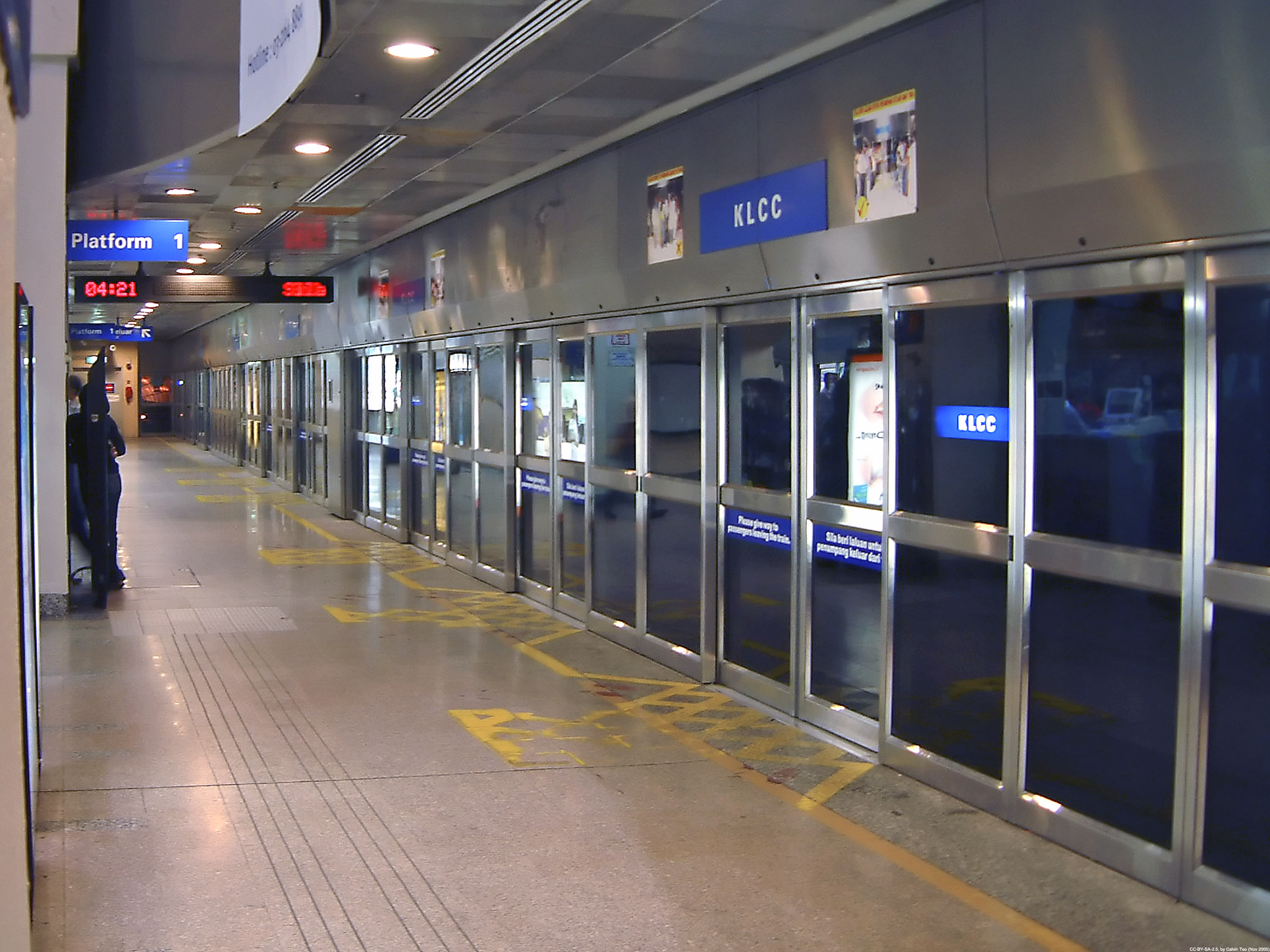
Estación KLCC del metro de Kuala Lumpur

El transporte público en el área urbana de Kuala Lumpur cubre una variedad de opciones, tales como autobuses, trenes y taxis. Más allá de los esfuerzos por promover el uso del transporte público, su utilización por parte de la población se mantuvo solo al 16% del total en 2006. El metro de Kuala Lumpur se compone de tres sistemas separados que se conectan en el centro de la ciudad y se extienden a lo largo del área suburbana, ellos son el RapidKL RAIL, KL Monorail y KTM Komuter. Las estaciones de estas líneas varían entre subterráneas o elevadas según los sectores donde se encuentran. El centro de interconexión principal es la estación KL Sentral con combinaciones a los tres sistemas y a la red interurbana nacional operada por KTM Intercity. Desde aquí se puede viajar a otros lugares, como Singapur o Tailandia. El mayor operador de autobuses urbanos es RapidKL, la misma compañía que opera en el metro.
El puerto de Klang es el centro de las conexiones marítimas de la ciudad, a unos 64 kilómetros al sudoeste. Es el mayor de toda Malasia; manejó alrededor de 6,3 millones de TEU durante 2006.

## Ciudades hermanadas
Las ciudades hermanadas con Kuala Lumpur son las siguientes:
- Ankara (Turquía)
- Buenos Aires (Argentina)
- Casablanca (Marruecos)
- Delhi (India)
- Guadalajara (México)
- Isfahán (Irán)
- Londres (Reino Unido)
- Malaca (Malasia)
- Medellín (Colombia)
- Mashhad (Irán)
- Osaka (Japón)
- Trujillo (Perú)[66]